# 해럴드 알렉산더
해럴드 알렉산더(영어: Harold Alexander, 1st Earl Alexander of Tunis, KG, GCB, OM, GCMG, CSI, 1891년 4월 12일~1969년 3월 16일)는 영국 육군의 고위장교로 제1차 세계 대전과 제2차 세계 대전에 모두 참전한 군인이자, 캐나다가 설립된 이후 제17대 캐나다의 총독으로 부임한 인물이다.
알렉산더는 잉글랜드 런던에서 귀족 계층의 부모로부터 태어났으며, 해로우 스쿨을 다니다가 샌드허스트 왕립 육군사관학교를 다녔고, 이후 아일랜드 보위대의 육군 장교로 훈련받았다. 그는 제1차 세계 대전에서 복무하는 동안 진급했고, 이 기간 동안 수많은 훈장과 표창을 받았다. 그는 이후 유럽과 아시아에서 복무하였는데, 이 기간 동안 그는 라트비아 독립 전쟁과 모흐만드 전역에 참전했다. 제2차 세계 대전 당시 알렉산더는 연합군의 다이너모 작전에 참여했고, 이후 그는 버마 전역과 튀니지 전역, 북아프리카 전역, 이탈리아 전역에서 야전사령관으로 복무했다. 그 기간 동안 그는 제18군집단과 중동 사령부를 이끄리도 했다. 그는 이후 연합군의 시칠리아 침공 당시 제15군집단을 이끌었고, 이후 이탈리아에서 연합군 본부를 지휘하게 되었다.
1946년 조지 6세는 그를 캐나다의 총독으로 임명되었고, 캐나다의 총리였던 윌리엄 라이언 매켄지 킹이 알렉산더 케임브리지 경을 대신해 그를 총독으로 임명하는 것에 동의했다. 그는 1952년 2월 28일 빈센트 매시가 총독으로 부임할 때까지 그 자리를 맡았다. 1999년에 객가인 혈통의 에이드리엔 클라크슨이 총독으로 임명되기 전까지는 알렉산더는 캐나다의 마지막 외국 혈통의 총독이었다. 이후 알렉산더는 캐나다 추밀원 의원에 임명되어, 여생을 보냈다.

## 서훈
- 1936년 인도성(星) 훈장 3등급(CSI)
- 1938년 바스 훈장 3등급(CB)
- 1942년 바스 훈장 2등급(KCB, 작위급 훈장)
- 1942년 바스 훈장 1등급(GCB, 작위급 훈장)
- 1946년 세인트마이클앤드세인트조지 훈장 1등급(GCMG, 작위급 훈장)
- 1946년 가터 훈장
- 1952년 알렉산더오브튀니스 백작위(1st Earl Alexander of Tunis) 서임
- 1959년 오더 오브 메리트(Order of Merit, OM)